# Hypostomus derbyi
Hypostomus derbyi är en fiskart som först beskrevs av Haseman, 1911.  Hypostomus derbyi ingår i släktet Hypostomus och familjen Loricariidae. Inga underarter finns listade i Catalogue of Life.